# The Last Kingdom
The Last Kingdom är en brittisk TV-serie baserad på Vikingaserien av Bernard Cornwell. Det första avsnittet visades i oktober 2015 på BBC. Den 10 juli 2016 började SVT sända serien. Handlingen utspelar sig år 866 och kretsar kring Uhtred som blir tillfångatagen av en dansk vikingahövding.

## Första säsongen
Första säsongen visades år 2016 i SVT. Den första säsongen kombinerar handlingen i den första boken, Det Sista Kungadömet, med den andra: Den Vite Ryttaren. 

### Handling
Uhtred, son till en adelsman i Northumbria, tas till fånga av den danske jarlen Ragnar efter att Uhtreds far dödats i kriget med danerna. Uhtred blir adopterad och uppfostrad som en dan, men hans nya familj mördas i en fejd med andra vikingar. Uhtred beskylls för mordet och flyr till kung Alfreds hov i Wessex. Uhtred ses varken som riktigt dansk eller engelsk och måste kämpa mot både de invaderande vikingarna och de engelsmän som vill förgöra honom. 

### Rollista i urval
- Alexander Dreymon - Uhtred av Bebbanburg
  - Tom Taylor spelar Uhtred som ung
- David Dawson - kung Alfred den store
- Ian Hart - Fader Beocca
- Emily Cox - Brida
- Harry McEntire - Aethelwold
- Tobias Santelmann - Ragnar den yngre
- Rune Temte - jarl Ubba
- Thomas W. Gabrielsson - jarl Guthrum
- Eva Birthistle - Hild
- Adrian Bower - Leofric
- Simon Kunz - Odda den äldre
- Millie Brady - Æthelflæd
- Amy Wren - Midrith
- Brian Vernel - Odda den yngre
- Joseph Millson - Ælfric
- Jonas Malmsjö - Skorpa av Vita Hästen
- Alexandre Willaume - Kjartan den grymme
- Henning Valin Jakobsen - Storri
- Charlie Murphy - Drottning Iseult
- Matthew Macfadyen - Lord Uhtred
- Peter Gantzler - jarl Ragnar den äldre
- Rutger Hauer - Ravn
- Julia Bache-Wiig - Thyra
- Nicholas Rowe - Asser
- Jason Flemyng - kung Edmund

## Andra säsongen
Den andra säsongen visades år 2017 i SVT. Säsongen är en kombination av bok 3 och 4 i serien: Nordens Herrar och Svärdsång.

### Handling
Efter att ha hjälpt försvara Wessex reser Uhtred norrut: dels för att återta det arv hans farbror stulit och dels hämnas på vikingahövdingen Kjartan den grymme för mordet på sin fosterfamilj. I Northumbria måste dock Uhtred återigen handskas med sina illvilliga landsmän och de danska bröderna Siegfrid och Erik som vill erövra hela England. 

### Rollista i urval
- Alexander Dreymon - Uhtred av Bebbanburg
- David Dawson - kung Alfred den store
- Ian Hart - Fader Beocca
- Emily Cox - Brida
- Harry McEntire - Aethelwold
- Tobias Santelmann - Ragnar den yngre
- Eva Birthistle - Hild
- Christian Hillborg - Erik
- Björn Bengtsson - Siegfrid
- Peri Baumeister - Gisela
- Simon Kunz - Odda den äldre
- Thure Lindhardt - kung Guthred
- Toby Regbo - Aethelred
- Jeppe Beck Laursen - Hastein
- Alexandre Willaume - Kjartan den grymme
- Arnas Fedaravicius - Sihtric
- Joseph Millson - Ælfric
- Millie Brady - Æthelflæd
- Jóhannes Haukur Jóhannesson - Sverri
- Julia Bache-Wiig - Thyra
- Magnus Samuelsson - Clapa
- Henrik Lundström - Rollo

## Tredje säsongen
Den tredje säsongen hade premiär i november 2018. Säsong tre är en kombination av böckerna Det Brinnande Riket och Sju kungars död

### Rollista i urval
- Alexander Dreymon - Uhtred av Bebbanburg
- David Dawson - kung Alfred den store
- Ian Hart - Fader Beocca
- Emily Cox - Brida
- Harry McEntire - Aethelwold
- Tobias Santelmann - Ragnar den yngre
- Ola Rapace - jarl Harald Blodhår
- Thea Sofie Loch Næss - Skade
- Jeppe Beck Laursen - Hastein
- Toby Regbo - Aethelred
- Peri Baumeister - Gisela

## Produktion
Inspelningen av The Last Kingdom påbörjades i november 2014. Stephen Butchard skrev avsnitten. Den första säsongen innehöll åtta avsnitt. En tredje säsong är under produktion.